# Wotgalih (Yosowilangun)
Wotgalih is een bestuurslaag in het regentschap Lumajang van de provincie Oost-Java, Indonesië. Wotgalih telt 7084 inwoners (volkstelling 2010).